# Kaznów (województwo łódzkie)
Kaznów – wieś w Polsce położona w województwie łódzkim, w powiecie łęczyckim, w gminie Świnice Warckie.
W latach 1975–1998 miejscowość administracyjnie należała do województwa konińskiego.

## Urodzeni w Kaznowie
- Stefan Wyganowski – polski ziemianin, rolnik, przedsiębiorca, polityk, poseł na Sejm w II RP, uczestnik wojny polsko-bolszewickiej[4].